# Porogadus atripectus
Porogadus atripectus är en fiskart som beskrevs av Garman, 1899. Porogadus atripectus ingår i släktet Porogadus och familjen Ophidiidae. Inga underarter finns listade i Catalogue of Life.